# 1951-es Formula–1 spanyol nagydíj
Az 1951-es Formula–1-es világbajnokság szezonzáró futama a spanyol nagydíj volt.

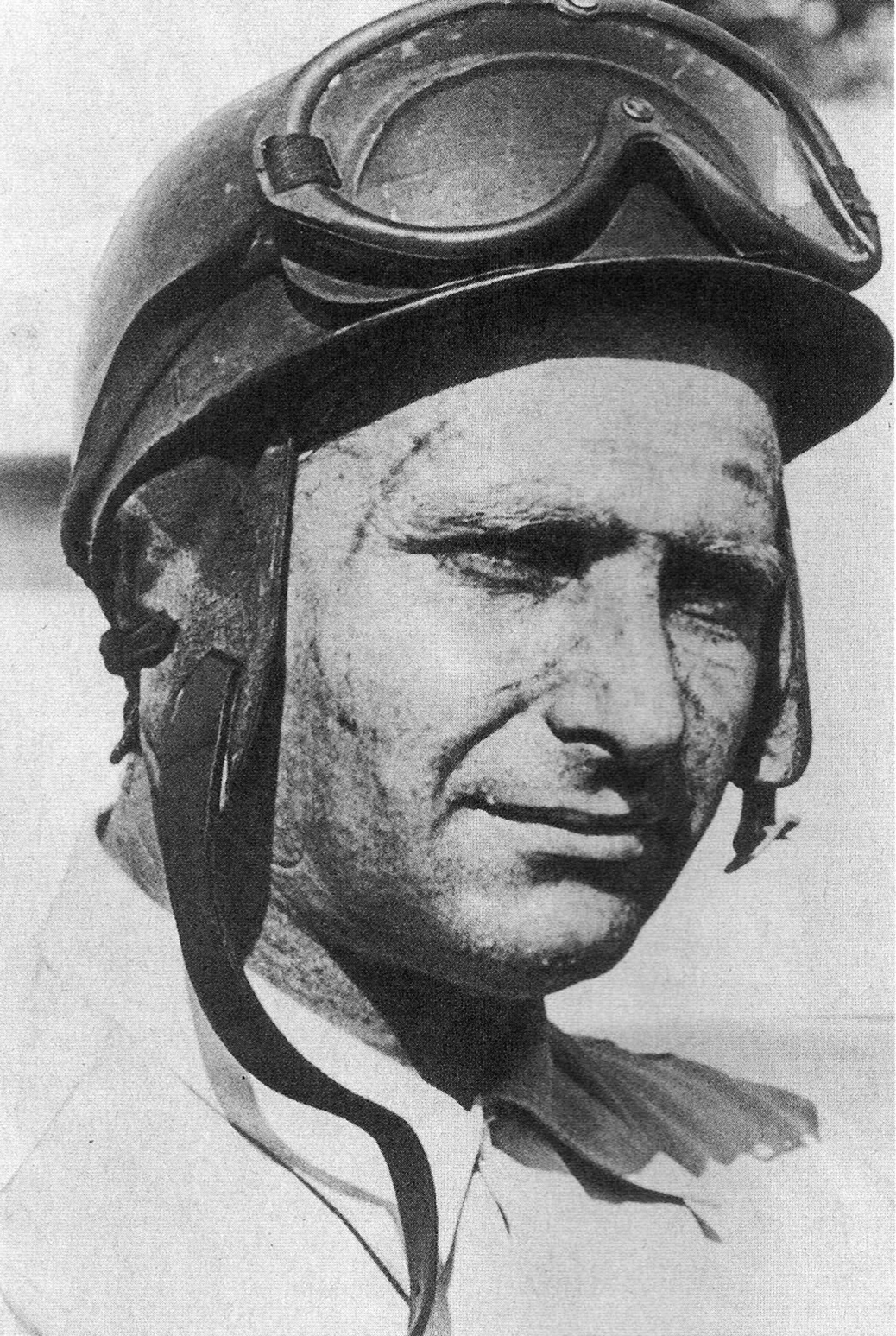
Juan Manuel Fangio

## Időmérő
| Helyezés | Versenyző                           | Idő      |
| -------- | ----------------------------------- | -------- |
| 1        | Alberto Ascari (Ferrari)            | 2:10.590 |
| 2        | Juan Manuel Fangio (Alfa Romeo)     | 2:12.270 |
| 3        | José Froilán González (Ferrari)     | 2:14.010 |
| 4        | Giuseppe Farina (Alfa Romeo)        | 2:14.940 |
| 5        | Luigi Villoresi (Ferrari)           | 2.16.380 |
| 6        | Toulo de Graffenried (Alfa Romeo)   | 2:16.400 |
| 7        | Piero Taruffi (Ferrari)             | 2:16.800 |
| 8        | Felice Bonetto (Alfa Romeo)         | 2:21.800 |
| 9        | Robert Manzon (Simca-Gordini)       | 2:23.810 |
| 10       | André Simon (Simca-Gordini)         | 2:24.600 |
| 11       | Maurice Trintignant (Simca-Gordini) | 2:25.250 |
| 12       | Louis Chiron (Talbot-Lago)          | 2:30.320 |
| 13       | Philippe Étancelin (Talbot-Lago)    | 2:31.000 |
| 14       | Yves Giraud-Cabantous (Talbot-Lago) | 2:32.180 |
| 15       | Johnny Claes (Talbot-Lago)          | 2:34.460 |
| 16       | Georges Grignard (Talbot-Lago)      | 2:36.580 |
| 17       | Paco Godia (Maserati)               | 2:37.450 |
| 18       | Juan Jover (Maserati)               | 2:41.990 |
| 19       | Prince Bira (Maserati)              | 2:45.990 |
| 20       | Louis Rosier (Talbot-Lago)          | 2:46.780 |

## Futam
Az évad zárófutamára szintén új helyszínen került sor. A Spanyol nagydíjat Barcelonában rendezték meg. Fangio három pontos előnnyel Ascari előtt érkezett Barcelonába, González további négy ponttal volt csapattársa mögött. Fangio az előző évben megtapasztalhatta, milyen az, mikor az ember pontelőnyből veszíti el a világbajnoki címet az utolsó futamon. Fangio félelmei felerősödtek, mikor a tavalyi évadzáróval ellentétben már az időmérőn kikapott. Ascari szerezte meg a pole pozíciót, mögötte Fangio, aki mögött másik riválisa, a honfitársa, González várhatta a rajtot. (Egyébként érdekes módon a rajtrácson Ferrari-Alfa-Ferrari-Alfa-Ferrari-Alfa-Ferrari-Alfa sorrend alakult ki.) Fangio végül magabiztosan nyerte a futamot, ráadásul megfutotta a verseny leggyorsabb körét, esélyt sem adva a riválisainak. Mögötte González és Farina volt a befutó. Ascari körhátrányban lett negyedik.
Fangio tehát nemcsak megőrizte, növelte is előnyét, és végül magabiztosan megnyerte a világbajnoki címet.
| Helyezés | Rajtszám | Versenyző             | Csapat/Motor       | Körök | Idő/kiesés oka            | Rajthely | Pont |
| -------- | -------- | --------------------- | ------------------ | ----- | ------------------------- | -------- | ---- |
| 1        | 22       | Juan Manuel Fangio    | Alfa Romeo         | 70    | 2:46'54,10 (158,939 km/h) | 2        | 9    |
| 2        | 6        | José Froilán González | Ferrari            | 70    | + 54,28                   | 3        | 6    |
| 3        | 20       | Nino Farina           | Alfa Romeo         | 70    | + 1'45,54                 | 4        | 4    |
| 4        | 2        | Alberto Ascari        | Ferrari            | 68    | + 2 kör                   | 1        | 3    |
| 5        | 24       | Felice Bonetto        | Alfa Romeo         | 68    | + 2 kör                   | 8        | 2    |
| 6        | 26       | Toulo de Graffenried  | Alfa Romeo         | 66    | + 4 kör                   | 6        |      |
| 7        | 28       | Louis Rosier          | Talbot-Lago-Talbot | 64    | + 6 kör                   | 20       |      |
| 8        | 34       | Philippe Etancelin    | Talbot-Lago-Talbot | 63    | + 7 kör                   | 13       |      |
| 9        | 14       | Robert Manzon         | Simca-Gordini      | 63    | + 7 kör                   | 9        |      |
| 10       | 44       | Paco Godia            | Maserati           | 60    | + 10 kör                  | 17       |      |
| Ki       | 4        | Luigi Villoresi       | Ferrari            | 48    | Gyújtás                   | 5        |      |
| Ki       | 16       | André Simon           | Simca-Gordini      | 48    | Motor                     | 10       |      |
| Ki       | 36       | Johnny Claes          | Talbot-Lago-Talbot | 37    | Baleset                   | 15       |      |
| Ki       | 8        | Piero Taruffi         | Ferrari            | 30    | Kerék                     | 7        |      |
| Ki       | 12       | Maurice Trintignant   | Simca-Gordini      | 25    | Motor                     | 11       |      |
| Ki       | 38       | Georges Grignard      | Talbot-Lago-Talbot | 23    | Motor                     | 16       |      |
| Ki       | 32       | Yves Giraud-Cabantous | Talbot-Lago-Talbot | 7     | Baleset                   | 14       |      |
| Ki       | 30       | Louis Chiron          | Talbot-Lago-Talbot | 4     | Gyújtás                   | 12       |      |
| Ki       | 18       | Prince Bira           | Maserati-Osca      | 1     | Motor                     | 19       |      |
| Ki       | 46       | Juan Jover            | Maserati           | 0     | Motor (Nem indult)        | 18       |      |

## Statisztikák
- A versenyben vezettek:
  - Alberto Ascari 3 kör (1-3)
  - Juan Manuel Fangio 67 kör (4-70)
- Ascari 2. pole pozíciója
- Fangio 8. (R) leggyorsabb köre
- Fangio 6. (R) győzelme
- Alfa Romeo 10. (R) győzelme
- Alfa Romeo 13. (R) leggyorsabb köre.
- Paco Godia első versenye.

## A világbajnokság végeredménye
| H   | Versenyzők            | Pont    |
| --- | --------------------- | ------- |
| 1.  | Juan Manuel Fangio    | 31 (37) |
| 2.  | Alberto Ascari        | 25 (28) |
| 3.  | José Froilán González | 24 (27) |
| 4.  | Nino Farina           | 19 (22) |
| 5.  | Luigi Villoresi       | 15 (18) |
| 6.  | Piero Taruffi         | 10      |
| 7.  | Lee Wallard           | 9       |
| 8.  | Felice Bonetto        | 7       |
| 9.  | Mike Nazaruk          | 6       |
| 10. | Reg Parnell           | 5       |

A teljes lista